# مسجد كالان
مسجد كالان أو المسجد الكبير هو مسجد ونصب تذكاري معماري يقع في بخارى، أوزبكستان. ويعتبر من المساجد الكبيرة، بني عام 1514، تم إدراجه في قائمة  التراث المادي والثقافي لأوزبكستان.

## التاريخ

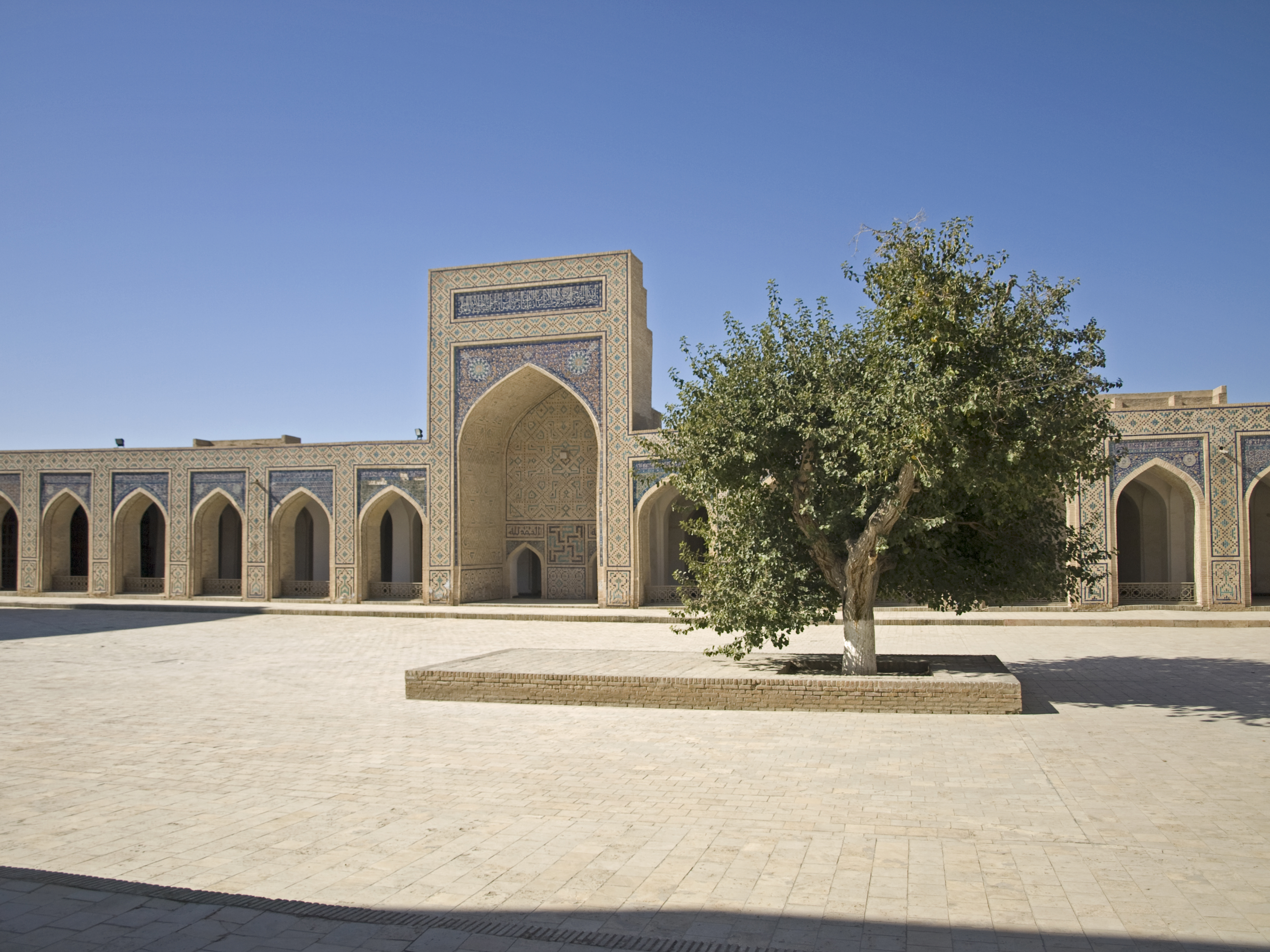
ساحة مسجد كالان

تم بناء المسجد في القرن الثاني عشر في عهد أرسلان خان، أحد الحكام القراخانيين،  تم تجديد بناء المسجد عام 1514 في عهد الشيباني عبيد الله خان.
  يضم المجمع مئذنة كاليان ومسجد كالان ومدرستي ميري عرب وأمير أوليمخان. 

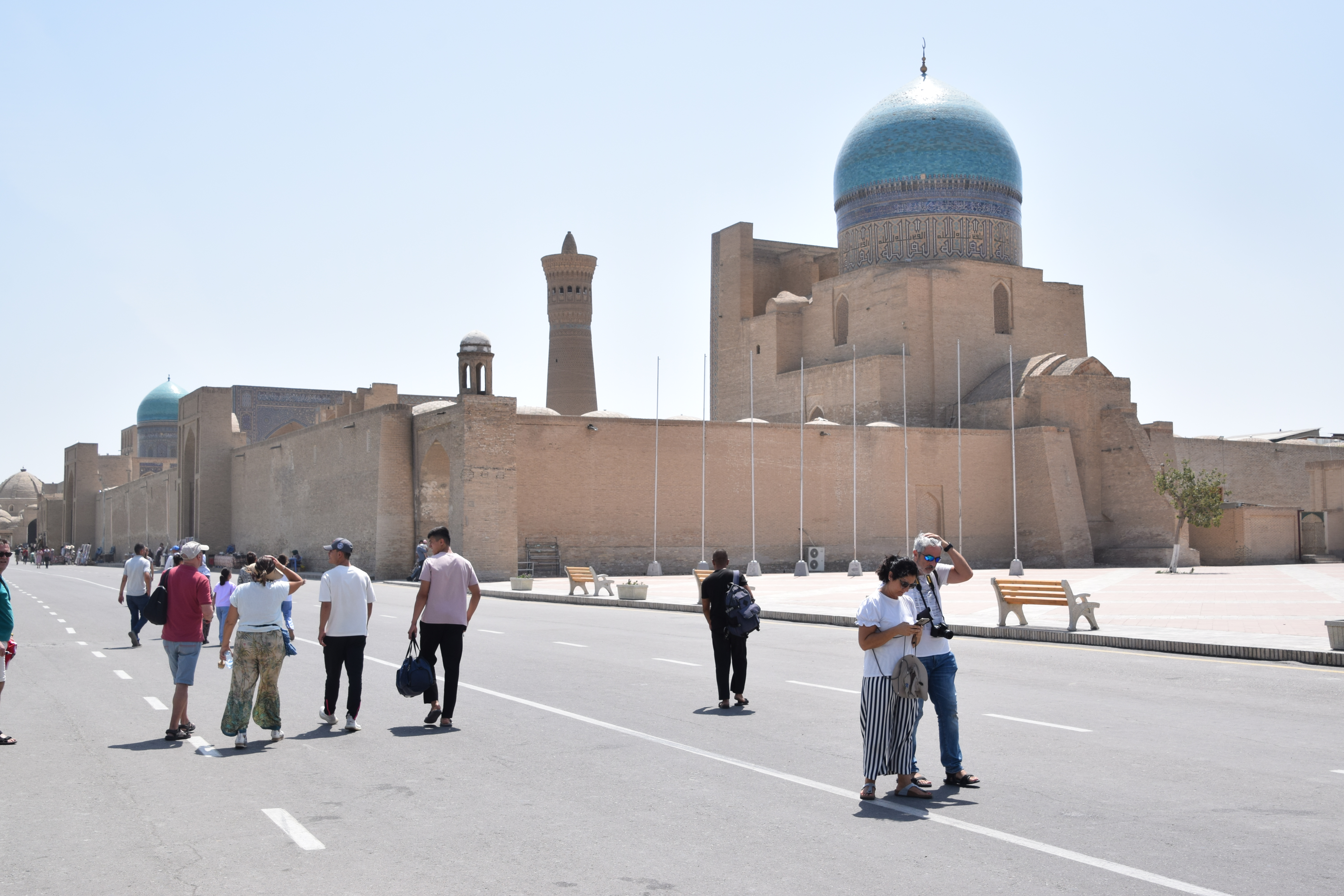
صور من المسجد

في عام 1997 وبمناسبة الذكرى 2500 لتأسيس مدينة بخارى، تم تجديد مسجد كالان بموجب مرسوم صادر عن أول رئيس لجمهورية أوزبكستان، إسلام كريموف، وتقام حالياً الصلاة في المسجد.

## الوصف
للمسجد صحن كبير محاط برواق مغطى بالقباب، 288 قبة مدعمة بـ 208 عمود،  توجد به إيوانات مزخرفة في الجوانب الأربعة للفناء، يتميز الإيوان الخارجي الضخم الواقع في الجهة الشرقية بعظمته وروعة زخرفته، له 7 أبواب خارجية مع شرفات واسعة أمام وداخل البوابة الشرقية الرئيسية.